# 萬屋醸造店
萬屋醸造店（よろずやじょうぞうてん）は、山梨県南巨摩郡にある蔵元である。日本酒「春鶯囀（）」の蔵元として知られる。
寛政2年（1790年）創業。

## 概要
萬屋醸造店では「純米酒こそ日本酒」という考え方に基づき、全生産量の69パーセントが純米酒である（2010年時点）。
2021年に山梨県ではワインに続き、日本酒でもGI（地理的表示）認定が行われ、萬屋醸造店の「春鶯囀」が「南アルプス山麓水系」としてGI認定された。また「原産地呼称日本酒」としても認定されている。

## 春鶯囀
春鶯囀（しゅんのうてん）は、日本酒の銘柄。
それまで、萬屋醸造店では「一力正宗」という銘柄で日本酒を醸造していた。昭和8年に夫・鉄幹と共に萬屋醸造店の酒蔵を訪れた与謝野晶子が詠んだ法隆寺などゆく如し甲斐の御酒春鶯囀のかもさるゝ蔵に感銘した6代目が銘柄名を「春鶯囀」に改名した。

### 主なラインナップ
- 春鶯囀 純米酒 富嶽 - バナジウムが豊富な富士山系の伏流水で仕込んだ酒[3]。
- 春鶯囀 純米酒[3]
- 春鶯囀 純米酒 鷹座巣（） - 青柳町産の玉栄を使用する[3]。

### もやしもん×春鶯囀 夏のおさけ
石川雅之の漫画『もやしもん』とコラボレーションした日本酒。2015年7月に発売された。
純米吟醸酒で、ほのかな甘い香りとすっきりとした味わいが特徴である。瓶のラベルイラストは石川が描き下ろしている。
限定920セットが販売されたが、30分で完売した。

### 春鶯囀×カットよっちゃん専用日本酒
よっちゃん食品工業が製造・販売する駄菓子の「カットよっちゃん」とコラボレーションした日本酒。2019年2月に発売された。
カットよっちゃんとの相性が良いほんのりした甘さとスッキリした味わいの日本酒である。